# رآکتور دمای بسیار بالا

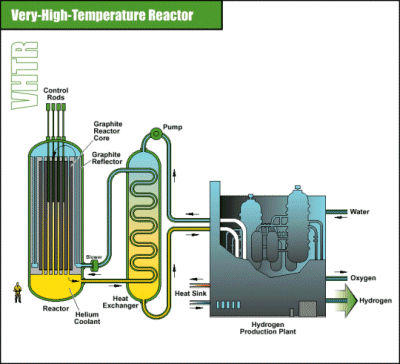
طرح VHTR از آزمایشگاه ملی آیداهو

رآکتور دمای بسیار بالا (به انگلیسی: Very High Temperature Reactor) (راکتورهای VHTR) یا رآکتور پیشرفته گاز سرد (HTGR)، رآکتور هسته‌ای نسل چهارم در نیروگاه‌های هسته‌ای در جهان است که از انرژی هسته‌ای استفاده می‌کند. سابقاً به این نوع رآکتورها HTGR مخفف High Temperature Gas Reactor نیز می‌گفتند. 
این راکتورها ابداع رودلف شولتن آلمانی هستند و امروزه غالباً حاصل فناوری شرکت جنرال اتومیکس آمریکا بوده و معمولاً در دمای بالای ۸۰۰ درجه سانتیگراد کار می‌کنند. بازده کل این نوع رآکتورها بالا بوده و در حول ۵۰٪ تخمین زده می‌شود.
سیستم‌های VHTR یا HTGR از گاز هلیوم بجای دی اکسید کربن برای خنک‌کاری و از کند کننده‌های گرافیتی بهره میبرند. این رآکتورها از AGRها کوچک ترند و مخلوطی از سوخت اورانیوم و توریم را استفاده می‌کنند.